# Вал Джеймс
Вал Едвін Джеймс (англ. Val Edwin James; нар. 14 лютого 1957, Окала, Флорида, США) — американський хокеїст, лівий нападник. Провів 11 матчів у Національній хокейній лізі (НХЛ) у складі «Баффало Сейбрс» і «Торонто Мейпл-Ліфс». Джеймс став першим афроамериканцем в історії НХЛ.

## Ігрова кар'єра
В 1975—77 роках виступав в Головній юніорській хокейній лізі Квебеку (QMJHL) за «Квебек Ремпартс». В сезоні 1975—76 у складі «Ремпартс» став володарем Кубка Президента. Сезон 1976—77 провів у складі «Ремпартс», де став володарем Трофея Жана Ружо. Був обраний «Детройт Ред-Вінгс» у 16-у раунді драфту НХЛ 1977 під загальним 184-м номером. У сезоні 1978—79 розпочав професіональну кар'єру в «Ері Блейдс» у Північно-Східній хокейній лізі. Два роки Джеймс провів у нижчих лігах, виступаючи за «Блейдс». 22 липня 1981 на правах вільного агента підписав контракт з «Баффало Сейбрс». Він закріпився у фарм-клубі «Рочестер Амерікенс» у Американській хокейній лізі (АХЛ). В сезоні 1981—82 дебютував у складі «Сейбрс» в Національній хокейній лізі, ставши першим афроамериканцем в історії в НХЛ. У своєму першому сезоні зіграв в 7 матчах. В сезоні 1982—83 у складі «Амерікенс» став володарем Кубка Колдера. 3 жовтня 1985, перед початком сезону 1985-86, як вільний агент Джеймс підписав контракт з «Торонто Мейпл-Ліфс». В сезоні 1986—87 провів 4 матчі у складі «Мейпл-Ліфс».1988 року Джеймс завершив кар'єру, провівши останні роки, виступаючи за клуби АХЛ і ІХЛ.

## Досягнення
- Володар Кубка Президента (1976, «Ремпартс»)
- Володар Трофея Жана Ружо (1977, «Ремпартс»)
- Володар Кубка Колдера (1983, «Амерікенс»)